# 1984 (numero)
Millenovecentottantaquattro (1984) è il numero naturale dopo il 1983 e prima del 1985.

## Proprietà matematiche
- È un numero pari.
- È un numero composto da 14 divisori: 1, 2, 4, 8, 16, 31, 32, 62, 64, 124, 248, 496, 992, 1984. Poiché la somma dei suoi divisori (escluso il numero stesso) è 2080 > 1984, è un numero abbondante.
- È un numero semiperfetto in quanto pari alla somma di alcuni (o tutti) i suoi divisori.
- È un numero palindromo e un numero ondulante nel sistema posizionale a base 14 (A1A).
- È un numero pratico.
- È un numero odioso.
- È parte delle terne pitagoriche (63, 1984, 1985), (1410, 1984, 2434), (1488, 1984, 2480), (1984, 3588, 4100), (1984, 3720, 4216), (1984, 7560, 7816), (1984, 7812, 8060), (1984, 15312, 15440), (1984, 15810, 15934), (1984, 30720, 30784), (1984, 31713, 31775), (1984, 61488, 61520), (1984, 123000, 123016), (1984, 246012, 246020), (1984, 492030, 492034), (1984, 984063, 984065).

## Astronomia
- 1984 Fedynskij è un asteroide della fascia principale del sistema solare.

## Astronautica
- Cosmos 1984 è un satellite artificiale russo.

## Letteratura
- 1984 (Nineteen Eighty-Four)  è un romanzo di George Orwell del 1949.